# Транспорт Норвегії
Транспорт Норвегії представлений автомобільним , залізничним , повітряним , водним (морським, річковим)  і трубопровідним , у населених пунктах  та у міжміському сполученні діє громадський транспорт пасажирських перевезень. Площа країни дорівнює 323 802 км² (68-ме місце у світі). Форма території країни — сильно витягнута в субмеридіональному напрямку, звужується в північному напрямку; максимальна дистанція з півночі на південь — 1750 км, зі сходу на захід — 430 км. Географічне положення Норвегії дозволяє контролювати морські транспортні шляхи вздовж Скандинавського півострова між акваторіями Атлантичного (Північне море) і Північного Льодовитого океанів (Норвезьке і Баренцове моря); між акваторіями Північного і Балтійського морів (протока Скагеррак); сухопутні виходи до морських портів північних морів для Швеції (Тронгейм, Нарвік) та Фінляндії (Кіркенес). Транспортні системи архіпелагу Шпіцберген (Свальбард) і острова Ян-Маєн розглядаються в окремих статтях.

## Автомобільний
Загальна довжина автошляхів у Норвегії, станом на 2011 рік, дорівнює 93 870 км із твердим покриттям (393 км швидкісних автомагістралей), з яких 75 754 км із твердим покриттям і 18 116 км без нього (51-ше місце у світі).
У 2020 році частка «чистих» електромобілів (BEV), тобто електричних машин без двигуна внутрішнього згоряння (ДВЗ) в Норвегії вперше перевищила половину і досягла 54,3 %.

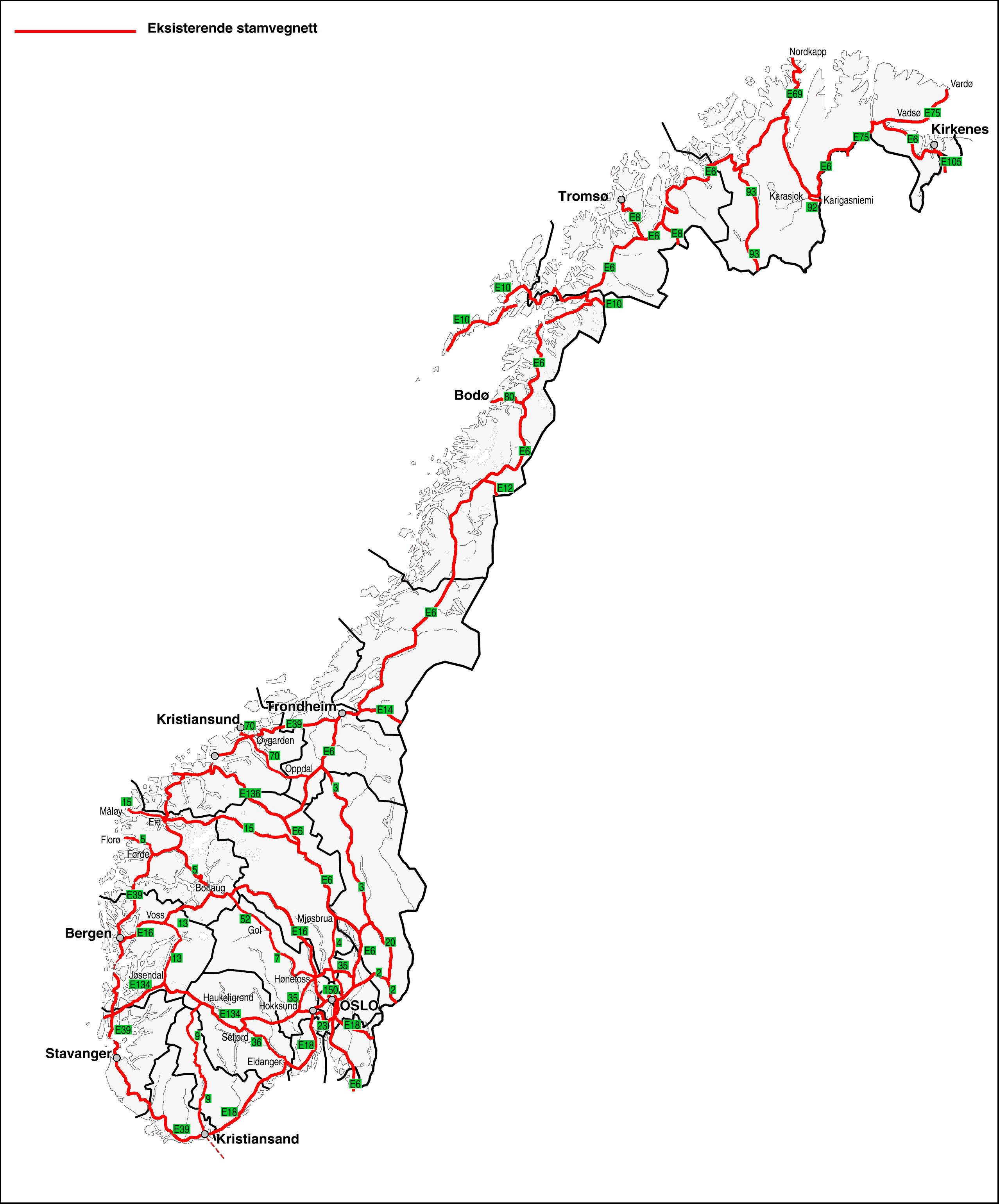
Автошляхи Норвегії, 2002 рік

## Залізничний
Загальна довжина залізничних колій країни, станом на 2014 рік, становила 4250 км (41-ше місце у світі), з яких 4250 км стандартної 1435-мм колії (2518 км електрифіковано).

## Повітряний
У країні, станом на 2013 рік, діє 95 аеропортів (61-ше місце у світі), з них 67 із твердим покриттям злітно-посадкових смуг і 28 із ґрунтовим. Аеропорти країни за довжиною злітно-посадкових смуг розподіляються наступним чином (у дужках окремо кількість без твердого покриття):
- від 10 тис. до 8 тис. футів (3047—2438 м) — 14 (0);
- від 8 тис. до 5 тис. футів (2437—1524 м) — 10 (0);
- від 5 тис. до 3 тис. футів (1523—914 м) — 22 (6);
- коротші за 3 тис. футів (<914 м) — 21 (22)[1].

У країні, станом на 2015 рік, зареєстровано 3 авіапідприємства, які оперують 106 повітряними суднами. За 2015 рік загальний пасажирообіг на внутрішніх і міжнародних рейсах становив 12,27 млн осіб. 2015 року повітряним транспортом перевезення вантажів, окрім багажу пасажирів, не здійснювалось.
У країні, станом на 2013 рік, споруджено і діє 1 гелікоптерний майданчик.
Норвегія є членом Міжнародної організації цивільної авіації (ICAO). Згідно зі статтею 20 Чиказької конвенції про міжнародну цивільну авіацію 1944 року, Міжнародна організація цивільної авіації для повітряних суден країни, станом на 2016 рік, закріпила реєстраційний префікс — LN, заснований на радіопозивних, виділених Міжнародною спілкою електрозв'язку (ITU). Аеропорти Норвегії мають літерний код ІКАО, що починається з — EN.

## Водний

### Морський
Головні морські порти країни: Берген, Хеугесунн, Молей, Монгстад, Нарвік, Стуре. СПГ-термінали для експорту зрідженого природного газу діють у портах: Камой, Коллснес, Мелкоя; для імпорту — в портах: Фредрікстад, Мосйон.
Морський торговий флот країни, станом на 2010 рік, складався з 585 морських суден з тоннажем більшим за 1 тис. реєстрових тонн (GRT) кожне (19-те місце у світі), з яких: балкерів — 55, суховантажів — 105, інших вантажних суден — 5, танкерів для хімічної продукції — 121, нафторудовозів — 12, газовозів — 47, пасажирських суден — 3, вантажно-пасажирських суден — 121, нафтових танкерів — 54, рефрижераторів — 9, ролкерів — 4, автовозів — 49.
Станом на 2010 рік, кількість морських торгових суден, що ходять під прапором країни, але є власністю інших держав — 81 (Бермудських Островів — 24, Канади — 1, Кіпру — 1, Данії — 7, Франції — 5, Ісландії — 2, Литви — 1, Саудівської Аравії — 3, Швеції — 27, Сполучених Штатів Америки — 10); зареєстровані під прапорами інших країн — 974 (Антигуа і Барбуди — 9, Багамських Островів — 186, Барбадосу — 38, Белізу — 2, Бермудських Островів — 5, Бразилії — 3, Канади — 4, Чилі — 1, Коморських Островів — 1, Островів Кука — 8, Хорватії — 2, Кюрасао — 2, Кіпру — 14, Данії — 2, Домініки — 1, Екваторіальної Гвінеї — 1, Естонії — 2, Фарерських Островів — 13, Гібралтару — 46, Гонконгу — 48, Індонезії — 3, Острову Мен — 30, Італії — 6, Ліберії — 38, Лівії — 1, Мальти — 96, Маршаллових Островів — 75, Нідерландів — 19, Панами — 81, Португалії — 2, Сент-Кіттсу і Невісу — 3, Сент-Вінсенту і Гренадин — 13, Сінгапуру — 153, Іспанії — 10, Швеції — 3, Великої Британії — 32, США — 17, Вануату — 1, невстановленої приналежності — 3).
З липня 2019 року водами Норвегії курсує перший лайнер, оснащений гібридним двигуном. Він за потреби перемикається зі звичайного режиму дизельного двигуна на електромотор, що дозволяє на 20 % зменшити викиди вуглецю.

### Річковий
Загальна довжина судноплавних ділянок річок і водних шляхів, доступних для суден із дедвейтом понад 500 тонн, 2010 року становила 1 577 км (51-ше місце у світі).

## Трубопровідний
Загальна довжина газогонів у Норвегії, станом на 2013 рік, становила 8839 км; нафтогонів — 3 794 км; інших трубопроводів — 457 км; водогонів — 96 км.

## Державне управління
Держава здійснює управління транспортною інфраструктурою країни через Міністр транспорту і зв'язку. Станом на 29 грудня 2016 року міністерство в уряді Ерни Солберг очолював Кетіл Солвік-Ольсен.

### Українською
- Атлас. 10-11 клас. Економічна і соціальна географія світу / упорядники :  О. Я. Скуратович, Н. І. Чанцева. — К. : ДНВП «Картографія», 2010. — ISBN 978-966-475-639-3.
- Атлас світу / голов. ред. І. С. Руденко ; зав. ред. В. В. Радченко ; відп. ред. О. В. Вакуленко. — К. : ДНВП «Картографія», 2005. — 336 с. — ISBN 9666315467.
- Безуглий В. В. Економічна і соціальна географія зарубіжних країн : Навчальний посібник. — К. : ВЦ «Академія», 2007. — 704 с. — ISBN 978-966-580-239-6.
- Безуглий В. В., Козинець С. В. Регіональна економічна і соціальна географія світу : Навчальний посібник. — видання 2-ге, доп., перероб. — К. : ВЦ «Академія», 2007. — 688 с. — ISBN 966-580-144-9.
- Дахно І. І. Країни світу: Енциклопедичний довідник / І. І. Дахно, С. М. Тимофієв. — К. : Мапа, 2011. — 606 с. — (Бібліотека нового українця) — ISBN 978-966-8804-23-6.
- Дахно І. І. Економічна географія зарубіжних країн : навчальний посібник. — К. : Центр учбової літератури, 2014. — 319 с. — ISBN 978-611-01-0682-5.
- Дорошенко В. І. Географія транспорту : Навчальний посібник / В. І. Дорошенко, К. Д. Діденко. — К. : Київський нац. ун-т ім. Т. Шевченка, 2010. — 183 с. — ISBN 978-966-439-329-1.
- Дубович І. А. Країнознавчий словник-довідник. — 5-те вид., перероб. і доп. — К. : Знання, 2008. — 839 с. — ISBN 978-966-346-330-8.
- Економічна і соціальна географія країн світу : Навчальний посібник / За ред. С. П. Кузика. — Л. : Світ, 2002. — 672 с. — ISBN 966-603-178-7.
- Зарубіжна транспортна географія : навчальний посібник / уклад. : Петрашевський О. Л. и др. — К. : Національний транспортний університет, 2015. — 95 с. — ISBN 978-966-632-227-5.
- Юрківський В. М. Регіональна економічна і соціальна географія. Зарубіжні країни : Підручник. — К. : Либідь, 2001. — 416 с. — ISBN 966-06-0092-5.

### Англійською
- (англ.) Modern Transport Geography / Hoyle, B. and R. Knowles (eds). — Second Edition,. — London : Wiley, 1998.
- (англ.) Rodrigue, J-P. The Geography of Transport Systems. — Fourth Edition. — N. Y. : Routledge, 2017. — 440 с. — ISBN 978-1138669574.
- (англ.) Taaffe E. J., Gauthier H. L. and O'Kelly M. E. Geography of transportation. — Second Edition. — N. Y. : Prentice Hall, 1996. — ISBN 0-13-368572-1.
- (англ.) Black, W. Transportation: A Geographical Analysis. — N. Y. : Guilford, 2003.

### Російською
- (рос.) Максаковский В. П. Географическая картина мира. Книга I: Общая характеристика мира. — М. : Дрофа, 2008. — 495 с. — ISBN 978-5-358-05275-8.
- (рос.) Максаковский В. П. Географическая картина мира. Книга II: Региональная характеристика мира. — М. : Дрофа, 2009. — 480 с. — ISBN 978-5-358-06280-1.
- (рос.) Физико-географический атлас мира. — М. : Академия наук СССР и главное управление геодезии и картографии ГГК СССР, 1964. — 298 с.
- (рос.) Шаповал Н. С. Транспортная география и транспортные системы мира : учебное пособие. — К. : Центр учбової літератури, 2006. — 188 с. — ISBN 000-0000-00-4.
- (рос.) Экономическая, социальная и политическая география мира. Регионы и страны / под ред. С. Б. Лаврова, Н. В. Каледина. — М. : Гардарики, 2002. — 928 с. — ISBN 5-8297-0039-5.
- (рос.) Энциклопедия стран мира / глав. ред. Н. А. Симония. — М. : НПО «Экономика» РАН, отделение общественных наук, 2004. — 1319 с. — ISBN 5-282-02318-0.